# 여성 건강
여성 건강은 여러 독특한 방식으로 남성 건강과 다르다. 인구집단건강의 한 예로, 세계보건기구는 건강을 "질병이나 단지 허약한 상태가 아닐 뿐만 아니라 육체적·정신적 및 사회적인 완전한 안녕상태"로 정의한다. 종종 여성의 생식건강으로만 취급되어 여러 단체는 여성의 전반적인 건강과 관련된 더 넓은 정의를 주장한다. 이러한 차이는 여성이 더 불이익을 받는 개발도상국에서 더욱 악화된다.
주요 사망 원인인 심혈관계 질환, 암, 및 호흡기 질환의 비율은 여성과 남성에서 비슷하지만 여성은 다른 경험을 갖는다. 폐암은 여성의 암 관련 사망의 주요 원인으로 다른 유형의 암을 앞질렀으며 유방암, 대장암, 난소암, 자궁암 및 자궁경부암이 그 뒤를 잇는다. 흡연은 폐암의 주요 원인이지만 비흡연 여성의 암 발병 위험은 비흡연 남성보다 3배 더 높다. 유방암은 선진국 여성에게 가장 흔한 암이자 여성의 주요 만성질환 중 하나이고, 자궁경부암은 개발도상국에서 가장 흔한 암으로 인유두종 바이러스와 관련이 있다. HPV 백신은 선별과 함께 이러한 질병을 통제할 수 있는 가능성을 제공한다. 여성에게 중요한 다른 건강 문제로는 심혈관계 질환, 우울증, 치매, 골다공증 및 빈혈이 있다.
178개국 중 176개국에서 기대수명에 있어 여성이 유리하다. 유럽에서는 적어도 1750년부터 이러한 현상이 관찰되었다. 여성의 건강은 생물학뿐만 아니라 빈곤, 고용 및 가족 책임과 같은 조건에 영향을 받기 때문에 성별은 건강의 중요한 사회적 결정 요인으로 남아있다. 여성은 오랫동안 사회적·경제적 힘 등 많은 측면에서 불이익을 받아 왔으며, 불이익의 수준이 높을수록 건강에 더 부정적인 영향을 미친다.
여성의 생식건강 및 성건강은 남성과 뚜렷한 차이가 있다. 선진국에서도 임신과 출산은 여성에게 상당한 위험으로 임산부 사망이 연간 25만 명 이상이며, 개발도상국과 선진국 사이에는 큰 격차가 있다. 심혈관계 질환 등 다른 비생식성 질환과의 중복이환은 임산부의 사망률과 이환율 모두에 기여한다. 성병은 여성과 유아에게 심각한 결과를 초래하고, 어머니로부터 아이에게 전염되면 사산과 주산기 사망률 등으로 이어진다. 또한 불임, 피임, 의도하지 않은 임신, 강간 및 낙태 접근에 대한 투쟁은 여성에게 부담을 준다.

## 정의 및 범위
여성 건강은 "틈새가 있는 조각보 이불"로 묘사되었다. WHO는 여성의 생식 역할에 대한 과도한 강조가 모든 여성이 좋은 품질의 건강 관리에 접근할 수 있도록 보장하는 데 큰 장벽이 되었다고 생각한다. 심혈관계 질환과 골다공증 등 남녀 모두에게 영향을 미치는 질환도 여성에서 다르게 나타난다. 여성 건강 문제에는 의학적 치료에 대한 성별 차별화된 접근 및 기타 사회경제적 요인과 같이 여성이 생물학과 직접적으로 관련되지 않은 문제에 직면하는 의학적 상황도 포함된다. 여성에 대한 광범위한 차별로 인해 여성 건강은 특히 우려된다.

## 기대 수명
여성의 기대 수명은 남성보다 더 길며, 인종과 지역에 관계없이 일생 동안 사망률이 더 낮다. 그러나 역사적으로 여성은 주로 임산부 사망으로 인한 사망률이 더 높았다. 산업화된 국가에서는 성별 격차가 줄어들고 산업 혁명 후 역전되었다. 이러한 차이에도 불구하고 건강의 많은 분야에서 여성은 더 일찍 그리고 더 심각한 질병을 경험하고 더 나쁜 결과를 마주한다.
사회적으로 소외된 여성은 그렇지 않은 여성보다 젊은 나이에 사망할 가능성이 더 높다.

## 사회문화적 요인
여성 건강은 생물학뿐만 아니라 빈곤, 고용, 가족 책임과 같은 사회적 조건에 의해 영향을 받는데, 이러한 측면들이 가려져서는 안 된다.

## 생물학적 요인
여성의 성 염색체와 호르몬 환경뿐만 아니라 성별에 따른 생활 방식, 대사, 면역 체계 기능 및 환경 요인에 대한 민감성은 생리학, 인식 및 인지 수준에서 건강의 성별 차이에 기여한다.

## 생식 및 성 건강
여성은 생식 및 성과 관련된 여러 독특한 건강 문제를 경험한다. 이는 생식 기간(15-44세) 동안 여성이 경험하는 모든 건강 문제의 3분의 1을 담당하며, 그 중 안전하지 않은 성은 특히 개발도상국에서 주요 위험 요소이다. 세계 여성 건강은 산부인과 문제뿐만 아니라 자원이 부족한 환경에서 감염성 및 비감염성 질환에 초점을 맞춘다. 여성 성기 절제와 임신 중 말라리아 등은 임상 및 진단 도구가 항상 제공되지는 않는 개발도상국에서 훨씬 더 많이 발생한다.

### 모성 건강
임신은 상당한 건강 위험을 나타낸다. 임산부 사망률은 의료 체계의 질을 판단하는 데 있어 보초 사건으로 간주된다. 청소년기 임신은 종종 소녀의 선택 부족 또는 학대에서 비롯된다. 임신은 신체적, 감정적, 사회적, 경제적으로 소녀의 삶에 주요한 변화를 가져오고 성인기로의 이행을 위태롭게 한다. 15-19세 소녀의 출산의 90%가 결혼 내에서 발생하기 때문에 아동 결혼은 주요 요인이다.

### 월경 주기
여성의 월경 주기는 대략 한 달 주기의 생식계의 변화로, 생식기(10대 초반에서 약 50세 사이)의 여성에게 어려움을 줄 수 있다.

## 건강 연구에서 여성
1946년 뉘른베르크 재판을 계기로 연구 윤리의 변화는 종종 취약 집단을 보호하자는 분위기로 이어졌다. 또한 임신 중 투여된 탈리도마이드에 의해 선천적 결함이 발생하자 FDA는 1977년에 가임기 여성의 초기 임상 시험 참여를 금지했다. 이는 임상 시험에서 여성의 상대적인 과소 표시로 이어졌다. 또한 여성은 월경 주기 동안 변하는 호르몬 수치 때문에 부적절한 연구 대상으로 여겨졌다.

## 국제 단체
세계보건기구와 유엔인구기금 등 많은 기관들은 여성 건강에 관한 구체적인 프로그램을 지속하고 있다. 또한 UN의 국제적 목표는 여성 건강과 관련된 많은 문제들을 직간접적으로 다루고 있다. 여기에는 2000년 밀레니엄 개발 목표와 2015년에 채택된 지속가능 개발 목표가 포함된다.

## 목표 및 도전
여성 건강 증진 측면에서 연구가 우선이다. 이는 여성 특유의 질병, 여성에게 더 심각한 질병, 여성과 남성 간의 위험 요소가 다른 질병을 포함해야 한다. 성별과 다른 요인 간의 상호작용을 탐지할 수 있도록 연구에서 적절하게 성별의 균형을 맞출 필요가 있다.

## 같이 보기
- 여성의학과
- 건강 형평성
- 건강의 사회적 결정요인